# トマトと卵のスープ

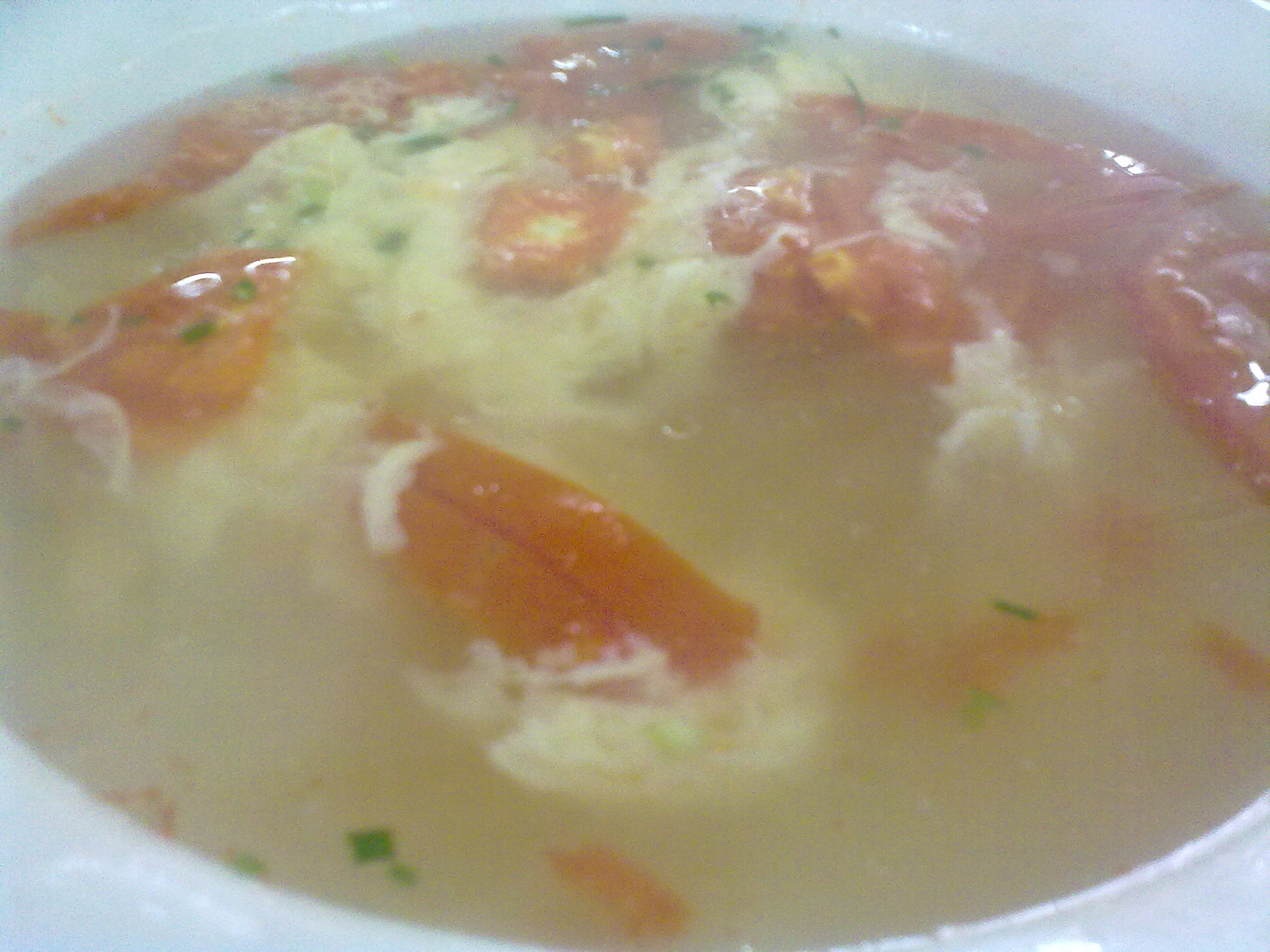
トマトと卵のスープ

トマトと卵のスープ（トマトとたまごのスープ）は、主にトマトと卵を使った中国発祥の汁物である。作るのが比較的簡単で、家庭で人気のある汁物の一つである。発祥地の中国では番茄蛋汤、番茄蛋花汤、又は西红柿鸡蛋汤と呼ばれている。
通常、スープにはざく切りにしたトマトと、ミジン切りにしたネギが使われる。これらを湯と少量の油に入れて煮てコンソメなどで味つけし、最後に卵を加えてかき混ぜる。ちょうど卵が固まったときに、熱い状態で提供する。なお、このスープは、トマトの皮を剥いで作られることや、長時間煮込まれることもある。
このスープは栄養価も高く、トマトのリコピンなどの成分が多く含まれているので、がんの可能性を減らすことができると言われている。

## 使用食材
- トマト
- 卵
- ネギ
- 油
- コンソメ
- 食塩
- 湯